# Century Tower (Sydney)

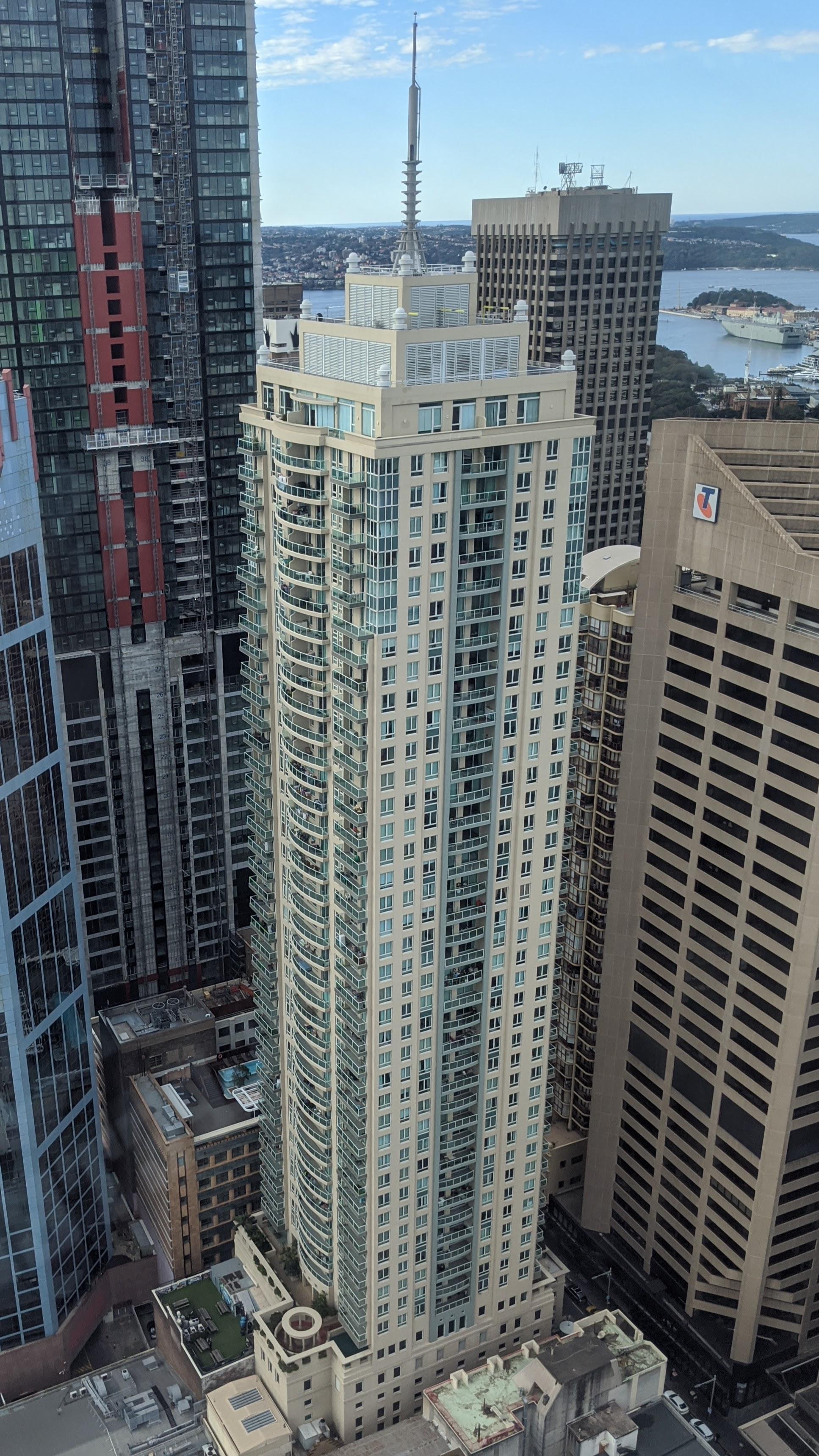
Century Tower in juli 2020

De Century Tower is een appartementengebouw in Sydney, New South Wales, Australië. Het gebouw werd voltooid in 1997 en was tot 2002 het hoogste woongebouw van Australië, met een totale hoogte van 183 meter. Het is gelegen op 343–357 Pitt Street, precies tussen Wilmot Street en Central Street in het zakendistrict van Sydney.
De gevel van het voormalige Lismore Hotel, dat er al sinds het begin van de twintigste eeuw staat, is bewaard gebleven aan de noordoostelijke hoek van het gebouw. Deze staat op de lijst van lokaal erfgoed. Naast het interieur van het hotel werden nog vier andere gebouwen op het terrein gesloopt vóór de bouw van de Century Tower.
In 1998 werd er een bliksemafleider bovenop het gebouw geplaatst.